# Elecciones legislativas de Argentina de 1997
Las elecciones legislativas de Argentina de 1997 se realizaron el domingo 26 de octubre para renovar 127 de las 257 bancas de la Cámara de Diputados, cámara baja del Congreso de la Nación Argentina, para el período 1997-2001. Fueron las primeras elecciones legislativas de medio término que se celebraban tras la reforma constitucional argentina de 1994, y también fueron las penúltimas elecciones bajo el gobierno del justicialista Carlos Menem. Tuvieron lugar al mismo tiempo que las elecciones para gobernador de la provincia de Corrientes, único distrito del país que renovó su poder ejecutivo.
El oficialismo llegó a las elecciones profundamente debilitado por el deterioro repentino de la situación económica a partir de 1996, luego de varios años de prosperidad relativa. Además, la oposición comenzó a reorganizarse luego de la aplastante derrota sufrida en 1995. El partido político más antiguo del país, la Unión Cívica Radical (UCR) había quedado en tercer lugar por primera vez en su historia en las anteriores elecciones contra el nuevo Frente País Solidario (FREPASO), coalición de partidos de centroizquierda progresista que había alcanzado el segundo lugar. Ambos partidos fueron derrotados debido al contrapeso mutuo, por lo que comenzaron a discutir la formación de la coalición, cuyo nombre fue Alianza para el Trabajo, la Justicia y la Educación (abreviado simplemente como La Alianza). De cara a las elecciones legislativas, la UCR y el FREPASO no lograron resolver el escenario provincial a tiempo y solo pudo consolidarse con éxito en once de los veinticuatro distritos electorales (diez provincias y la ciudad de Buenos Aires). En los trece distritos restantes, el FREPASO y la UCR presentaron listas separadas.
Estas elecciones, sin embargo, marcaron el ocaso político del menemismo, dominante de la vida política argentina durante casi una década. La Alianza opositora obtuvo una aplastante victoria con casi el 47% de los votos y 63 de los 127 escaños en disputa. El oficialista Partido Justicialista (PJ) enfrentó su primera derrota electoral desde 1985, y su tercera derrota en general, con el 36% de los votos y 50 diputados. Los comicios mostraron el retorno del bipartidismo a la política argentina, con Acción por la República, partido del economista Domingo Cavallo, quedando en un tercer lugar muy débil con solo el 4% de los sufragios y 3 diputados. De este modo, el menemismo perdió su mayoría legislativa, aunque conservaba la mayoría simple. Estas elecciones fueron consideradas un punto de inflexión para el Partido Justicialista, puesto que a pesar de que ya había sufrido dos derrotas electorales (en las elecciones presidenciales y legislativas de 1983 y las legislativas de 1985), esta era la primera vez que el peronismo perdía una elección nacional estando en el gobierno.
Habiendo ganado en casi todos los distritos en 1995 por el contrapeso mutuo de la oposición, tan solo dos años después el PJ solo ganó en nueve de los veinticuatro distritos. El desplome del oficialismo se notó en el hecho de que el radicalismo y el frepasismo lograron ganar por sí solos en cinco de las trece provincias donde la Alianza no se configuró. La UCR logró imponerse en Catamarca, Córdoba, Río Negro, y Chubut, mientras que el FREPASO triunfó en Neuquén. La Alianza triunfó en Capital Federal, en la provincia de Buenos Aires (siendo la mayor derrota justicialista de la jornada, al tratarse de un bastión del duhaldismo), Chaco, Entre Ríos, Misiones y Santa Fe. El PJ ganó en La Pampa, La Rioja, Formosa, Jujuy, San Juan, San Luis, Santiago del Estero, Santa Cruz, Salta, y Tierra del Fuego. En Mendoza, Tucumán, y Corrientes, triunfaron fuerzas conservadoras de carácter provincial (el Partido Demócrata de Mendoza, Fuerza Republicana y el Partido Nuevo, respectivamente).

## Contexto

### Gobierno de Carlos Menem
Carlos Menem, del Partido Justicialista (PJ), había llegado a la presidencia cuando Argentina se encontraba en medio de un proceso hiperinflacionario entre 1989 y 1990. Aunque había ganado las elecciones haciendo una campaña de corte populista, y su candidatura fue apoyada por fuerzas de izquierda y centroizquierda, Menem implementó políticas económicas de corte neoliberal basadas en los principios establecidos por el Consenso de Washington, iniciando una campaña de privatizaciones a gran escala. El 27 de marzo de 1991, a fin de controlar la desenfrenada inflación, se decretó la Ley de Convertibilidad del Austral, que establecía una paridad entre el dólar estadounidense y el peso argentino. Estas políticas ayudaron a generar una prosperidad relativa, aunque los conflictos laborales se incrementaron dramáticamente a partir de 1992, mientras el gobierno diluía las leyes laborales básicas, llevando a menos horas extras y un aumento del subempleo y la desocupación. Esto motivó una ruptura interna dentro del PJ, fundado en 1947 por Juan Domingo Perón como una expresión de los movimientos obrero y sindicalista. La facción progresista del peronismo se agrupó en los partidos Frente Grande (FG) de Carlos Álvarez y Política Abierta para la Integridad Social (PAIS) de José Octavio Bordón, que junto a las facciones del Partido Socialista y otras fuerzas de carácter similar establecieron el Frente País Solidario (FREPASO), para disputar las elecciones venideras, representando el primer peligro serio para el bipartidismo histórico justicialista-radical.

### Elecciones de 1995
Después de la reforma constitucional de 1994, que le permitió a Menem acceder a la reelección presidencial por un período de cuatro años (hasta entonces, el mandato era de seis años y no se permitía la reelección inmediata), se produjo un punto de inflexión en el escenario electoral argentino. Para las elecciones presidenciales y legislativas de 1995, el principal partido de la oposición, la Unión Cívica Radical (UCR), que era además el partido político más antiguo vigente en todo el país (fundado en 1891), se vio sumamente debilitada debido al caos económico y político con el que su presidente, Raúl Alfonsín había finalizado su gobierno (1983-1989), y al trato entre Menem y Alfonsín para que se realizara la reforma constitucional, conocido como Pacto de Olivos. Este clima generó que Menem resultara reelecto aplastantemente con el 49.94% de los votos, contra el 29.30% de Bordón, candidato presidencial del FREPASO, y el 16.99% de Horacio Massaccesi, de la UCR.
El plano legislativo se vio fragmentado por el contrapeso mutuo entre el FREPASO y la UCR. Al mismo tiempo que Menem resultaba reelegido, el PJ logró la mayoría absoluta en ambas cámaras del Congreso de la Nación, primera vez que un oficialismo lograba esto desde 1973. La UCR logró conservar el segundo lugar por poco más de un punto porcentual contra el FREPASO. Si bien el FREPASO logró arrebatar el segundo lugar a la UCR en los comicios presidenciales o bien lograr la victoria en varios de los grandes centros urbanos, como la Capital Federal (territorio de hegemonía radical desde la democratización) o el bastión socialista de Rosario, no pudo contrarrestar el monopolio del voto opositor al peronismo del que gozaba la UCR en las provincias del extremo norte y del centro/sur del país, o recortar sus hegemonías provinciales en Río Negro, Córdoba, Chubut, Chaco, y Catamarca.
Menem inició su segundo mandato el 8 de julio de 1995, con una extensión del mismo debido a una cláusula de la reforma hasta el 10 de diciembre de 1999. A partir de entonces, la oposición al gobierno comenzó a crecer ampliamente debido a los nuevos escándalos de corrupción, denunciados por el ministro de Economía y responsable de la Ley de Convertibilidad, Domingo Cavallo, quien fuera retirado de su cargo a mediados de 1996. A partir de ese año, la situación económica, factor del que dependía casi en su totalidad la hegemonía justicialista, comenzó un ligero declive. Sin embargo, el país todavía se encontraba bajo una atmósfera relativamente próspera (la recesión económica que generaría el fin de la Convertibilidad y la crisis de 2001 no empezaría a gestarse hasta 1998), por lo que el descenso notorio de la popularidad del presidente se debió más a los escándalos de corrupción y al alto desempleo.

### Formación de la Alianza
En este marco, en junio de 1996 tuvieron lugar las primeras elecciones para Jefe de Gobierno y legisladores de la Capital Federal después de la autonomización del territorio como parte de la reforma constitucional. El candidato radical Fernando de la Rúa logró una amplia victoria contra el socialista Norberto La Porta (candidato del FREPASO) y el intendente justicialista designado por Menem, Jorge Domínguez. Sin embargo, el FREPASO logró la primera minoría en la Asamblea Estatuyente. Juntos, el radicalismo y el frepasismo acapararon casi dos tercios de los votos emitidos en el distrito, pero por separado ninguno de los dos superó el 40%. Además de la situación económica desfavorable y los escándalos de corrupción, se hizo evidente que Menem buscaría una vía jurídica para eliminar el precepto constitucional que imponía su primer mandato como primer período de la reforma (imposibilitando explícitamente que se presentara a un tercer mandato). Todo esto provocó que los dirigentes de la UCR y el FREPASO se convencieran de que solo formando una coalición electoral podrían contrapesar la larga
hegemonía del PJ iniciada en 1987.
Las negociaciones para la formación de una alianza UCR-FREPASO fueron, sin embargo, difíciles. Un amplio sector de ambas fuerzas rechazaba la idea de una coalición, sobre todo los sectores más conservadores del radicalismo, entre los cuales se encontraban la mayoría de sus gobernadores (como Ramón Mestre y Massaccesi), con el agravante de que el FREPASO exigió en varios distritos la necesidad de internas abiertas entre candidatos radicales y frepasistas de cara a los comicios, postura rechazada tajantemente por varios caudillos provinciales radicales. En la interna presidencial radical de 1994, antes de la estrepitosa derrota, Massaccesi había alcanzado la candidatura debido al rechazo de los demás sectores a la idea de su contrincante, Federico Storani, de buscar una confluencia con el FREPASO. Para el preludio casi inmediato de la campaña, el FREPASO y la UCR aún no habían llegado a un acuerdo nacional. En algunas elecciones gubernativas de 1995, sobre todo en las provincias donde regía el sistema de doble voto simultáneo o ley de lemas que favorecía enormemente al justicialismo, ambas fuerzas de oposición ya habían presentado sublemas conjuntos dentro de un mismo lema para evitar el contrapeso, pero esto era muy diferente a presentar listas unificadas para los cargos nacionales. El 3 de agosto de 1997, se realizó una reunión en la casa de Federico Gabriel Polak, vocero y portavoz de Raúl Alfonsín, durante la cual se acordó finalmente constituir la Alianza para el Trabajo, la Justicia y la Educación (o simplemente La Alianza). Durante la reunión se constituyó un Grupo de los Cinco (Alfonsín, De la Rúa, Álvarez, Graciela Fernández Meijide, y Rodolfo Terragno), dirigentes que se encargarían de liderar y organizar un programa electoral para la Alianza.
Inicialmente, el candidato de la Unión Cívica Radical para encabezar la lista en la elección legislativa sería el expresidente Alfonsín. Sin embargo, las encuestas le pronosticaban una esperable derrota ante la lista del duhaldismo hegemónico. Entre los distintos posibles candidatos del FREPASO, Graciela Fernández Meijide era la que salía mejor posicionada, duplicando de hecho la intención de voto de Alfonsín. Una vez organizada la Alianza, Alfonsín declinó la candidatura y Fernández Meijide, que ya había sido elegida el año anterior senadora por Capital Federal, fue postulada como cabeza de lista y primera candidata a diputada, esencialmente por iniciativa de Carlos Álvarez, el cual tomó la misma posición en la Capital. La declinación de Alfonsín en favor de Fernández Meijide fue considerada irónica teniendo en cuenta que el exmandatario había cuestionado que la senadora fuera candidata a diputada cambiando de distrito tan solo en febrero, antes de que comenzaran las negociaciones de la coalición. Fernández Meijide declararía posteriormente que dudaba sobre su capacidad de ganarle al justicialismo dominante, sobre todo teniendo en cuenta su papel como legisladora por otro distrito, pero que de todas formas aceptó la candidatura.
Sin embargo, la coalición no logró configurarse a tiempo en todos los distritos. Mientras que lograron presentarse listas conjuntas aliancistas en la importante provincia de Buenos Aires (donde residía más de un 38% del electorado registrado), la Capital Federal, Corrientes, Chaco, Jujuy, San Luis, Salta, Santiago del Estero, Santa Cruz y Santa Fe, en las demás provincias se presentaron la UCR y el FREPASO (con todos sus miembros) por separado, o bien coaliciones distritales de distinto nombre apoyando candidaturas de ambas fuerzas. En La Rioja la UCR concurrió con otros partidos distritales, algunos de ellos miembros del FREPASO, bajo el lema de la Alianza sin que la misma se llegara a formar completamente. Lo mismo hizo el FREPASO en San Juan, mientras que la UCR utilizó en dicho distrito el lema de "Alianza Opositora". Solo en dos de los seis distritos gobernados por el radicalismo (Chaco y Capital Federal), la Alianza se presentó unida. La mayoría de los gobernadores radicales, fundamentalmente el cordobés Ramón Mestre y el rionegrino Pablo Verani, veían amenazadas sus posiciones debido a la negativa del FREPASO a apoyar sus posibles reelecciones para 1999 sin la realización de primarias, en caso de constituir la Alianza.

## Reglas electorales
Las reglas electorales fundamentales que rigieron la elección legislativa fueron establecidas en el texto constitucional entonces vigente (Reforma constitucional de 1994). Con respecto a los cargos a elegir, se disponía lo siguiente:
- La Cámara de Diputados de la Nación Argentina está compuesta por representantes del pueblo de las provincias y la Capital. El número de representantes (denominados diputados) es de uno por cada treinta y tres mil habitantes o fracción que no baje de los dieciséis mil quinientos. Después de que se realice cada censo nacional, el Congreso puede fijar la representación incrementándola según los cambios demográficos, pero no disminuyéndola.
- Con la composición actual, la Cámara alcanza los 257 escaños.
- La Cámara se renueva escalonadamente por mitad cada bienio. Bajo este sistema, 130 bancas se renuevan en conjunto con la elección presidencial, y 127 en la mitad del período presidencial vigente.
- El mandato de los diputados es de cuatro años reelegibles.

Las principales reglas electorales para la elección legislativa fueron:
- Representación proporcional mediante sistema d'Hondt por listas cerradas en distritos plurinominales basados en las veintitrés provincias, y la Capital Federal.
- No participan en la asignación de cargos las listas que no logren un mínimo del 3% del padrón electoral del distrito.
- Un mínimo de cinco diputados por cada provincia y la Capital Federal.

## Cargos a elegir
| Provincia              | Bancas totales | A renovar |
| ---------------------- | -------------- | --------- |
| Buenos Aires           | 70             | 35        |
| Ciudad de Buenos Aires | 25             | 13        |
| Catamarca              | 5              | 3         |
| Chaco                  | 7              | 4         |
| Chubut                 | 5              | 2         |
| Córdoba                | 18             | 9         |
| Corrientes             | 7              | 3         |
| Entre Ríos             | 9              | 5         |
| Formosa                | 5              | 2         |
| Jujuy                  | 6              | 3         |
| La Pampa               | 5              | 3         |
| La Rioja               | 5              | 2         |
| Mendoza                | 10             | 5         |
| Misiones               | 7              | 3         |
| Neuquén                | 5              | 3         |
| Río Negro              | 5              | 2         |
| Salta                  | 7              | 3         |
| San Juan               | 6              | 3         |
| San Luis               | 5              | 3         |
| Santa Cruz             | 5              | 3         |
| Santa Fe               | 19             | 9         |
| Santiago del Estero    | 7              | 3         |
| Tierra del Fuego       | 5              | 2         |
| Tucumán                | 9              | 4         |
| Total                  | 257            | 127       |

## Campaña

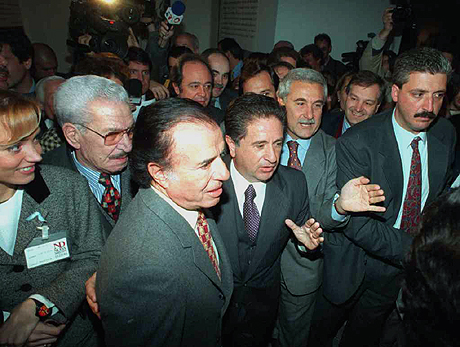
Menem durante el lanzamiento de campaña del Partido Justicialista en la ciudad de Buenos Aires, el 11 de julio de 1997.

Entre abril y mayo de 1997 se habían producido varios cortes de ruta en las principales ciudades del país para protestar por el alto desempleo y el declive económico. Ante esta situación, el oficialismo justicialista, que durante el período previo a su llegada al poder en 1989 había apoyado todos los paros generales y las protestas contra el gobierno de Alfonsín, sobre todo durante el proceso hiperinflacionario, declaró que el FREPASO, la UCR y otros grupos de oposición estaban utilizando medidas violentas para desestabilizar el país, y acusó a sus principales dirigentes de ser "golpistas". Estas actitudes, así como la posterior desacreditación de varios de los candidatos opositores de manera superflua, jugaron un papel muy amplio durante la campaña, y junto con la mayoría de los escándalos de corrupción que se produjeron a lo largo del año afectaron severamente la popularidad del gobierno de cara a las elecciones.
A pesar de que Fernández Meijide y otros candidatos del FREPASO dentro de la Alianza mencionaron los negativos aspectos de la política económica de Menem, muchos de los candidatos radicales de la coalición evitaron hablar de temas económicos, cargando con el peso del proceso hiperinflacionario que terminó con su último gobierno. De este modo, los escándalos de corrupción en el gobierno menemista primaron y fueron el principal eje de la campaña aliancista, convirtiéndose esta en la primera campaña electoral argentina desde las elecciones de 1985 en la que la economía no fue la principal motivación en cuanto a la intención del voto, sino la corrupción gubernamental. La mayoría de los opositores cuestionó la visita a la Casa Rosada del empresario Alfredo Yabrán, uno de los principales acusados, dentro de las denuncias realizadas por Cavallo, de múltiples negocios ilícitos relacionados con la administración menemista, (como lavado de dinero, tráfico de drogas y tráfico de armas). Dicha visita recibió críticas de parte de Fernández Meijide y de Cavallo, el cual en 1995 había descrito a Yabrán como un "mafioso" en una sesión del Congreso. La mayoría de los candidatos justicialistas criticaron el hecho de que Yabrán hubiera sido agredido violentamente al salir de su reunión con el Jefe de Gabinete Jorge Alberto Rodríguez, en la cual el vehículo del empresario fue dañado por un agresor que le tomó fotografías. El menemismo denunció esto como una operación mediática orquestada por la oposición de cara a las elecciones.
Preocupado por minimizar el impacto que tenía la coalición entre la UCR y el FREPASO, Menem trató de hacer campaña centrándose en las cuestiones económicas, defendiendo su administración por haber detenido la inflación. A fin de evitar que hubiera dudas al respecto, la Alianza declaró que apoyaba la continuidad del régimen de la convertibilidad, y que la paridad del dólar con el peso se mantendrían aunque el justicialismo perdiera. Por su parte, Menem trató de desligar al FREPASO de la Alianza y dirigir sus principales críticas a la UCR, afirmando que un retorno de una alianza que incluyera a dicho partido al poder conduciría a un nuevo desastre económico, llegando a declarar a principios de octubre, semanas antes de la elección, que "no hubo gobierno más corrupto en la historia argentina que el que se hizo cargo del país entre 1983 y 1989". El 8 de octubre, el propio Alfonsín respondió a este cruce conjuntamente con Álvarez, acusando al presidente de buscar una campaña sucia y violenta. Alfonsín fue más lejos en sus críticas al mandatario, declarando que "habría que investigar a Menem", y que la mayoría de la población estaba harta de la corrupción gubernamental. El segundo candidato por la Alianza en Buenos Aires, el radical Rodolfo Terragno, anunció que renunciaría a sus fueros si resultaba electo, en protesta por las acusaciones del gobierno.
Entre otras críticas controvertidas con las cuales Menem cuestionó a la Alianza, el presidente calificó a la coalición opositora como un "simple rejunte" (en referencia a la disparidad ideológica entre varios de sus candidatos radicales, socialistas o del Frente Grande), y afirmó polémicamente que "hay una de ellos solo sería buena como ama de casa", en referencia clara a Fernández Meijide. La candidata descartó estas acusaciones como llana desesperación ante la derrota, y posteriormente afirmó que el mandatario no la desacreditaría si no la considerara una auténtica amenaza electoral.

## Resultados

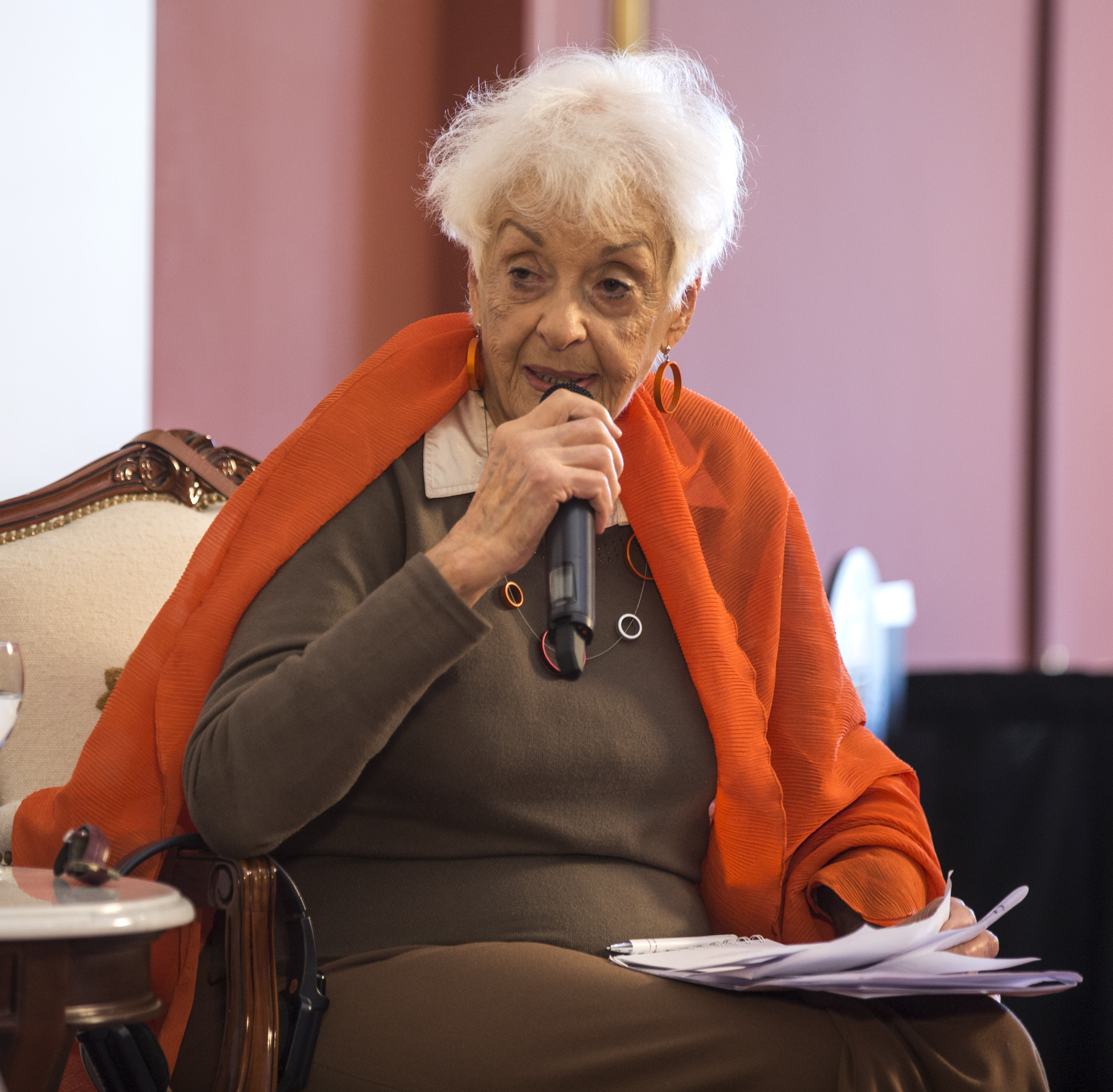
Graciela Fernández Meijide (FG-Alianza) logró derrotar al justicialismo en la provincia de Buenos Aires después de una década de dominación política.

Las elecciones resultaron en que el Partido Justicialista sufriese su primera derrota electoral nacional desde las elecciones legislativas de 1987, cuando arrebató al gobierno radical de Raúl Alfonsín el control del Congreso. Fue además la primera elección que el peronismo en su conjunto perdía como oficialismo; pues su primera derrota (en 1983) ocurrió al final de la última dictadura militar y la segunda (en 1985) durante un gobierno radical; lo cual podía considerarse una señal de desgaste progresivo. La victoria de la Alianza convenció definitivamente a los dirigentes provinciales y nacionales de la UCR y el FREPASO de sellar la coalición en todo el país. Contando solo los distritos donde se presentó unida, la Alianza obtuvo el 35.58% de los votos, la UCR el 8.74% y el FREPASO el 2.65%, de modo que la lista única aliancista quedaría casi dos puntos debajo del voto logrado por el PJ (siendo teóricamente la lista más votada y con más bancas). Superponiendo los votos de los distintos partidos y la lista aliancista a nivel nacional, se lograría un 46,94% de las preferencias, diez puntos y 13 escaños por encima de la lista justicialista. Las listas únicas del PJ obtuvieron el 36,33% de los votos y 50 escaños.
Las dos principales escisiones sufridas por el justicialismo o la Alianza en el período previo a las elecciones fracasaron estrepitosamente en la tarea de representar una alternativa contra la polarización imperante: la lista Acción por la República (AR), encabezada en Capital Federal por el exministro de Economía Domingo Cavallo, quedó en tercer lugar con solo el 3,84% de los votos y 3 escaños; mientras que el partido Política Abierta para la Integridad Social (PAIS), liderado por el exgobernador de Mendoza y excandidato presidencial José Octavio Bordón, que había abandonado el FREPASO en 1996, reunió solo el 0,70% de las adhesiones y ninguna banca. El propio Bordón, que iba primero en la lista del partido en Mendoza, no obtuvo suficientes votos para ser elegido diputado. Tan solo dos años atrás, el partido había triunfado en una primaria contra el Frente Grande y su líder había logrado el 29.30% de los votos en todo el territorio nacional. Mientras que un año atrás la ruptura entre PAIS y el resto del FREPASO había sido vaticinada como una tragedia política para la oposición argentina por varios analistas, en 1997 el partido no superaba el 10% de los votos en ningún distrito y su mejor resultado era un 8,90% en la provincia de Córdoba en una alianza con Acción por la República.

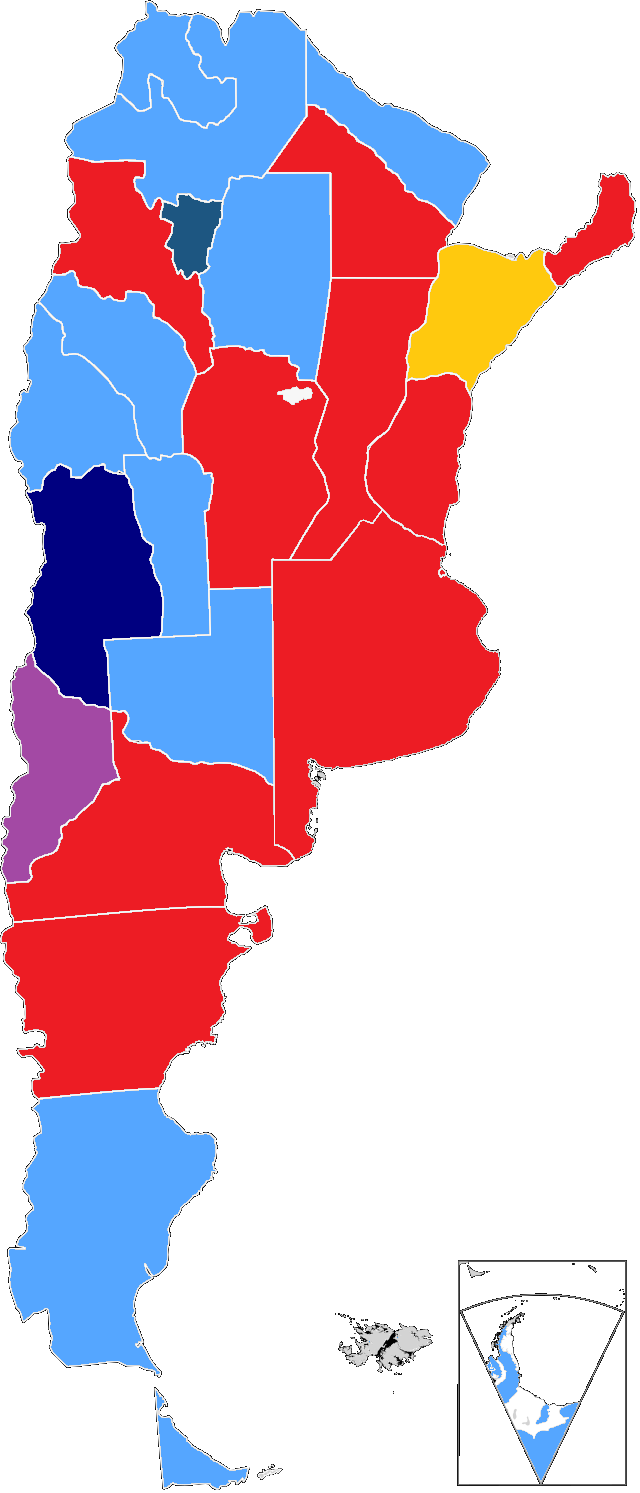
Mapa de la elección.
Alianza para el Trabajo, la Justicia y la Educación
Partido Justicialista
Frente Partido Nuevo
Partido Demócrata
Frente País Solidario
Fuerza Republicana

Una de las mayores debacles, sin embargo, la sufrió la Unión del Centro Democrático (UCeDé), aliada del menemismo desde su llegada al poder, que solo obtuvo el 0,55% de los votos y no logró obtener ningún diputado. Hasta entonces, la UCeDé había sido uno de los mayores partidos del conservadurismo liberal argentino, y en la elección anterior había triunfado en la provincia de Santiago del Estero, distrito donde no presentó una lista propia para estas elecciones. La formación había experimentado una fuerte crisis durante 1996 y 1997 debido a conflictos internos con respecto a su líder y fundador, Álvaro Alsogaray; y a su papel como eje en varios de los escándalos de corrupción dentro del gobierno menemista. El propio Alsogaray declararía, después de los comicios, que en el partido había "corrupción, desorden e indisciplina".
A nivel distrital fue mucho más notorio lo histórico del resultado. El PJ resultó derrotado en distritos donde había obtenido más del 50% de los votos en la elección anterior, siendo su pérdida más dramática en la crucial provincia de Buenos Aires, depositaria del 38% del electorado. Desde 1987, Buenos Aires era una provincia de hegemonía peronista bajo los gobiernos de Antonio Cafiero (1987-1991) y Eduardo Duhalde (desde 1991). En dicha provincia, la lista de la Alianza encabezada por la frepasista Graciela Fernández Meijide recogió el 48,28% de los votos, consiguiendo superar por casi siete puntos a la lista encabezada por la esposa de Duhalde, Hilda Beatriz González. En la Capital Federal, la oposición al justicialismo mantuvo su hegemonía por arrollador margen, con la lista encabezada por Álvarez obteniendo más del 56% de los sufragios y la lista oficialista a muy pocos votos de verse relegada al tercer puesto detrás de la lista de AR encabezada por Cavallo, que logró el 17%.
En los distritos de hegemonía radical donde la Alianza no se concretó, la UCR se impuso cómodamente por sí misma, en Catamarca superando el 50% de los votos dentro de lo que fue el Frente Cívico y Social de Catamarca. El radicalismo logró también obtener triunfos holgados en Río Negro, que gobernaba ininterrumpidamente desde 1983, y en Chubut, que también gobernaba desde 1991. Sin embargo, en Córdoba, principal bastión del radicalismo desde 1983, sufrió un fuerte declive al imponerse con solo el 38,11% de los votos (superando aun así por ocho puntos al PJ), mientras que el FREPASO logró el 12,42%. En tres distritos donde la Alianza se presentó dividida (La Pampa, Mendoza, San Juan), la sumatoria de votos de ambas fuerzas le dio la mayoría de los escaños en disputa. En la provincia del Neuquén, distrito hegemónico del provincial Movimiento Popular Neuquino (MPN) desde 1962, el FREPASO obtuvo la primera minoría de votos por estrecho margen, siendo la primera vez que dicha fuerza triunfaba en una elección fuera de la Capital Federal.
Hubo tres provincias en las que triunfaron partidos provinciales, los tres de corte conservador. En Corrientes, el Partido Nuevo emergió como ganador con el 55,21% de los votos, obteniendo dos de los tres escaños en disputa y consagrando la elección como gobernador de Pedro Braillard Poccard por arrollador margen, siendo la única provincia que renovaba su ejecutivo provincial ese año. Además, el Pacto Autonomista - Liberal quedó como segunda fuerza y se quedó con la banca restante, dejando a las dos fuerzas principales del país sin representación en Corrientes, además de los dos diputados justicialistas elegidos en 1995. Por último, en Tucumán, Fuerza Republicana (FR), partido del gobernador Antonio Domingo Bussi se impuso por amplio margen contra el justicialismo y la Alianza, que se contrapesaron mutuamente. Finalmente, en Mendoza, obtuvo una muy reducida primera minoría el Partido Demócrata de Mendoza (PD), con poco más del 29% de los votos, en una ajustada elección a tres bandas entre el PD, el PJ y la UCR. La superposición de los votos radicales y frepasistas le hubiera dado la victoria a la Alianza con el 32%.
|  | 32,70 % |

|  | 5,26 % |

|  | 1,86 % |

|  | 1,73 % |

|  | 1,00 % |

|  | 0,70 % |

|  | 0,54 % |

|  | 0,52 % |

|  | 0,42 % |

|  | 0,41 % |

|  | 0,32 % |

|  | 0,24 % |

|  | 0,24 % |

|  | 0,23 % |

|  | 0,20 % |

|  | 0,19 % |

|  | 0,14 % |

|  | 0,10 % |

|  | 0,05 % |

|  | 0,03 % |

|  | 0,02 % |

|  | 0,02 % |

|  | 0,01 % |

|  | 46,94 % |

|  | 16,50 % |

|  | 13,39 % |

|  | 1,63 % |

|  | 1,60 % |

|  | 0,87 % |

|  | 0,62 % |

|  | 0,51 % |

|  | 0,46 % |

|  | 0,45 % |

|  | 0,30 % |

|  | 0,04 % |

|  | 36,37 % |

|  | 1,90 % |

|  | 1,06 % |

|  | 0,73 % |

|  | 0,15 % |

|  | 3,84 % |

|  | 1,43 % |

|  | 1,32 % |

|  | 1,30 % |

|  | 0,65 % |

|  | 0,13 % |

|  | 0,12 % |

|  | 0,09 % |

|  | 0,05 % |

|  | 0,02 % |

|  | 0,01 % |

|  | 1,06 % |

|  | 0,92 % |

|  | 0,89 % |

|  | 0,03 % |

|  | 0,92 % |

|  | 0,87 % |

|  | 0,01 % |

|  | 0,88 % |

|  | 0,40 % |

|  | 0,31 % |

|  | 0,71 % |

|  | 0,38 % |

|  | 0,33 % |

|  | 0,70 % |

|  | 0,55 % |

|  | 0,45 % |

|  | 0,45 % |

|  | 0,43 % |

|  | 0,35 % |

|  | 0,25 % |

|  | 0,25 % |

|  | 0,15 % |

|  | 0,11 % |

|  | 0,11 % |

|  | 0,10 % |

|  | 0,06 % |

|  | 0,05 % |

|  | 0,04 % |

|  | 0,04 % |

|  | 0,04 % |

|  | 0,03 % |

|  | 0,03 % |

|  | 0,03 % |

|  | 0,02 % |

|  | 0,02 % |

|  | 0,01 % |

|  | 0,01 % |

|  | 0,01 % |

|  | 0,01 % |

|  | 93,39 % |

|  | 5,19 % |

|  | 1,42 % |

|  | 0,00 % |

|  | 79,63 % |

|  | 100 % |

## Resultados por distrito
|  | 48,28 % |

|  | 41,44 % |

|  | 2,65 % |

|  | 1,84 % |

|  | 1,24 % |

|  | 1,15 % |

|  | 1,02 % |

|  | 0,95 % |

|  | 0,81 % |

|  | 0,62 % |

|  | 95,97 % |

|  | 3,18 % |

|  | 0,84 % |

|  | 82,43 % |

|  | 100 % |

|  | 56,80 % |

|  | 17,99 % |

|  | 17,06 % |

|  | 2,14 % |

|  | 1,38 % |

|  | 0,87 % |

|  | 0,80 % |

|  | 0,80 % |

|  | 0,40 % |

|  | 0,40 % |

|  | 0,34 % |

|  | 0,32 % |

|  | 0,30 % |

|  | 0,22 % |

|  | 0,17 % |

|  | 95,79 % |

|  | 3,08 % |

|  | 1,12 % |

|  | 78,84 % |

|  | 100 % |

|  | 51,50 % |

|  | 37,55 % |

|  | 7,77 % |

|  | 1,64 % |

|  | 1,54 % |

|  | 95,70 % |

|  | 3,33 % |

|  | 0,98 % |

|  | 76,46 % |

|  | 100 % |

|  | 59,73 % |

|  | 34,32 % |

|  | 4,47 % |

|  | 1,48 % |

|  | 98,21 % |

|  | 1,27 % |

|  | 0,51 % |

|  | 75,31 % |

|  | 100 % |

|  | 47,80 % |

|  | 39,82 % |

|  | 6,08 % |

|  | 5,12 % |

|  | 1,68 % |

|  | 93,72 % |

|  | 2,96 % |

|  | 3,32 % |

|  | 77,72 % |

|  | 100 % |

|  | 38,11 % |

|  | 30,93 % |

|  | 12,42 % |

|  | 8,90 % |

|  | 4,40 % |

|  | 2,31 % |

|  | 1,48 % |

|  | 1,48 % |

|  | 89,20 % |

|  | 6,44 % |

|  | 4,37 % |

|  | 77,47 % |

|  | 100 % |

|  | 55,21 % |

|  | 19,06 % |

|  | 14,06 % |

|  | 11,25 % |

|  | 0,42 % |

|  | 96,12 % |

|  | 2,57 % |

|  | 1,31 % |

|  | 75,43 % |

|  | 100 % |

|  | 51,03 % |

|  | 46,73 % |

|  | 2,24 % |

|  | 95,88 % |

|  | 2,53 % |

|  | 1,59 % |

|  | 83,41 % |

|  | 100 % |

|  | 57,69 % |

|  | 39,94 % |

|  | 2,36 % |

|  | 95,05 % |

|  | 4,09 % |

|  | 0,86 % |

|  | 76,30 % |

|  | 100 % |

|  | 46,53 % |

|  | 33,13 % |

|  | 14,66 % |

|  | 3,52 % |

|  | 2,15 % |

|  | 89,91 % |

|  | 9,29 % |

|  | 0,81 % |

|  | 75,08 % |

|  | 100 % |

|  | 45,90 % |

|  | 25,12 % |

|  | 24,88 % |

|  | 1,54 % |

|  | 1,32 % |

|  | 1,25 % |

|  | 96,80 % |

|  | 1,89 % |

|  | 1,32 % |

|  | 84,16 % |

|  | 100 % |

|  | 62,01 % |

|  | 31,28 % |

|  | 3,94 % |

|  | 2,76 % |

|  | 86,21 % |

|  | 12,21 % |

|  | 0,98 % |

|  | 79,68 % |

|  | 100 % |

|  | 29,65 % |

|  | 28,57 % |

|  | 24,18 % |

|  | 8,78 % |

|  | 6,58 % |

|  | 0,90 % |

|  | 0,70 % |

|  | 0,63 % |

|  | 95,98 % |

|  | 2,80 % |

|  | 1,22 % |

|  | 82,13 % |

|  | 100 % |

|  | 47,74 % |

|  | 46,86 % |

|  | 2,20 % |

|  | 1,24 % |

|  | 0,98 % |

|  | 0,56 % |

|  | 0,42 % |

|  | 97,04 % |

|  | 2,27 % |

|  | 0,69 % |

|  | 76,25 % |

|  | 100 % |

|  | 32,13 % |

|  | 26,37 % |

|  | 21,65 % |

|  | 12,87 % |

|  | 1,84 % |

|  | 1,54 % |

|  | 1,51 % |

|  | 1,16 % |

|  | 0,91 % |

|  | 93,46 % |

|  | 3,13 % |

|  | 3,41 % |

|  | 79,98 % |

|  | 100 % |

|  | 42,74 % |

|  | 36,70 % |

|  | 20,56 % |

|  | 90,63 % |

|  | 4,85 % |

|  | 4,37 % |

|  | 0,15 % |

|  | 79,20 % |

|  | 100 % |

|  | 51,37 % |

|  | 44,04 % |

|  | 1,58 % |

|  | 1,36 % |

|  | 1,36 % |

|  | 0,49 % |

|  | 97,56 % |

|  | 1,19 % |

|  | 1,25 % |

|  | 69,05 % |

|  | 100 % |

|  | 30,01 % |

|  | 26,29 % |

|  | 24,85 % |

|  | 11,96 % |

|  | 5,78 % |

|  | 0,67 % |

|  | 0,43 % |

|  | 97,13 % |

|  | 1,19 % |

|  | 1,68 % |

|  | 81,85 % |

|  | 100 % |

|  | 50,86 % |

|  | 39,21 % |

|  | 3,95 % |

|  | 3,63 % |

|  | 2,35 % |

|  | 88,42 % |

|  | 10,27 % |

|  | 1,32 % |

|  | 79,01 % |

|  | 100 % |

|  | 59,69 % |

|  | 29,96 % |

|  | 4,67 % |

|  | 2,87 % |

|  | 2,81 % |

|  | 95,90 % |

|  | 2,15 % |

|  | 1,94 % |

|  | 79,03 % |

|  | 100 % |

|  | 45,46 % |

|  | 32,70 % |

|  | 12,61 % |

|  | 2,05 % |

|  | 1,73 % |

|  | 1,69 % |

|  | 1,51 % |

|  | 0,95 % |

|  | 0,65 % |

|  | 0,64 % |

|  | 75,82 % |

|  | 22,86 % |

|  | 1,32 % |

|  | 80,94 % |

|  | 100 % |

|  | 55,94 % |

|  | 41,06 % |

|  | 2,16 % |

|  | 0,84 % |

|  | 97,55 % |

|  | 2,01 % |

|  | 0,44 % |

|  | 65,97 % |

|  | 100 % |

|  | 42,47 % |

|  | 28,23 % |

|  | 25,95 % |

|  | 3,35 % |

|  | 92,30 % |

|  | 3,47 % |

|  | 4,23 % |

|  | 71,47 % |

|  | 100 % |

|  | 42,77 % |

|  | 26,61 % |

|  | 16,02 % |

|  | 13,01 % |

|  | 1,10 % |

|  | 0,48 % |

|  | 96,74 % |

|  | 1,77 % |

|  | 1,48 % |

|  | 73,63 % |

|  | 100 % |

1. ↑  Renunció el 3 de enero de 2000, lo reemplaza Jorge Alberto Orozco el 27 de enero de 2000 (UCR).
2. ↑  Renunció el 9 de diciembre de 1999, lo reemplaza Alejandro Peyrou el 9 de diciembre de 1999 (FG).
3. ↑  Renunció el 24 de febrero de 2000, lo reemplaza Bárbara Inés Espínola el 24 de febrero de 2000 (FREPASO).
4. ↑  Renunció el 29 de octubre de 2001, lo reemplaza Héctor Santiago Mazzei el 31 de octubre de 2001 (FG).
5. ↑  Renunció el 12 de septiembre de 2001, lo reemplaza Alberto Yaregui el 12 de septiembre de 2001 (UCR).
6. ↑  Renunció el 9 de diciembre de 1999, lo reemplaza Mabel Gladis Manzotti el 9 de diciembre de 1999 (UCR).
7. ↑  Renunció el 9 de diciembre de 1999, lo reemplaza Enrique Mario Martínez el 9 de diciembre de 1999 (FG). Enrique Mario Martínez renunció el 22 de noviembre de 2000, lo reemplaza María Elena Barbagelata el 22 de noviembre de 2000 (PSP).
8. ↑  Renunció el 9 de diciembre de 1999, lo reemplaza Graciela Ester Inda el 9 de diciembre de 1999 (UCR).
9. ↑  Renunció el 15 de diciembre de 1999, lo reemplaza José Luis Lanza el 15 de diciembre de 1999 (FREPASO).
10. ↑  Renunció el 9 de diciembre de 1999, lo reemplaza Juan Carlos Farizano el 9 de diciembre de 1999 (UCR).
11. ↑  Renunció el 7 de marzo de 2001, lo reemplaza Fernando Alfredo Cantero el 7 de marzo de 2001 (UCR).
12. ↑   el , lo reemplaza Osvaldo Martín Borrelli el 22 de marzo de 2001.
13. ↑  Renunció el 18 de septiembre de 2000, lo reemplaza Alberto Gonzalo Allende Iriarte el 11 de octubre de 2000.
14. ↑  Renunció el 9 de diciembre de 1999, lo reemplaza María del Carmen Linares el 9 de diciembre de 1999.
15. ↑  Renunció el 1 de septiembre de 1999, lo reemplaza Teodoro Funes el 1 de septiembre de 1999.
16. ↑  Renunció el 9 de diciembre de 1999 para asumir como intendente de la ciudad de Gualeguaychú, lo reemplaza Adriana Norma Bevacqua el 9 de diciembre de 1999.
17. ↑  Renunció el 9 de diciembre de 1999, lo reemplaza Isabel Emilia Foco el 9 de diciembre de 1999 (FREPASO).
18. ↑  Renunció el 24 de noviembre de 1999, lo reemplaza Luis Segundo Varese el 24 de noviembre de 1999 (CR).
19. ↑  Renunció el 7 de marzo de 2001, lo reemplaza Luis Lusquiños el 7 de marzo de 2001.
20. ↑  Renunció el 14 de mayo de 2001, lo reemplaza Juan Miguel Gariglio el 23 de mayo de 2001 (FG).
21. ↑  Renunció el 1 de septiembre de 1999, lo reemplaza Antonio Anselmo Romano el 15 de septiembre de 1999.
22. ↑  Renunció el 22 de marzo de 2000, lo reemplaza Raúl E. Gallego el 23 de marzo de 2000 (UCR).
23. ↑  Falleció el 14 de octubre de 2000, lo reemplaza Edmundo Robles Ávalos el 1 de noviembre de 2000.

## Consecuencias
Oficializada su derrota, el Partido Justicialista sufrió una crisis inmediata entre sus sectores cercanos al menemismo y los más ortodoxos. Mientras que Duhalde, una de las figuras del peronismo que habían salido peor paradas de los comicios, reconoció el triunfo de la Alianza y admitió que probablemente su administración fuera la principal responsable del ascenso opositor, el propio Menem y la mayoría de sus ministros guardaron un casi absoluto silencio sobre las elecciones. Menem, que había realizado varios mensajes y celebrado las victorias del partido en las elecciones intermedias de 1991 y 1993, describiendo a la primera como "el nacimiento del menemismo", descartó que se tratara de una derrota electoral suya, afirmando que las elecciones legislativas no tenían nada que ver con él en cuanto no afectaran al poder ejecutivo o al gobierno nacional, sino a la composición del Congreso. La Presidencia de la Nación tampoco envió felicitaciones a ninguno de los candidatos que resultaron elegidos, ni se realizó una transmisión oficial de parte del presidente al constatarse los resultados.
Después de la victoria, la Alianza terminó de formarse, si bien con distintos nombres, en todos los distritos restantes, y al momento de asumir los diputados el 10 de diciembre de 1997, la UCR y el FREPASO formaron un interbloque legislativo único de la Alianza. Las aplastantes victorias de la coalición en Capital Federal y en Provincia de Buenos Aires consolidaron las posiciones de las dos principales figuras políticas de la oposición en dichos distritos: el Jefe de Gobierno Fernando de la Rúa (UCR), y Fernández Meijide (FREPASO) se convirtieron en precandidatos virtuales de la Alianza a la Presidencia de la Nación, disputando una primaria presidencial abierta a finales de 1998, en la cual De la Rúa obtuvo la victoria.

## Boletas en Capital Federal

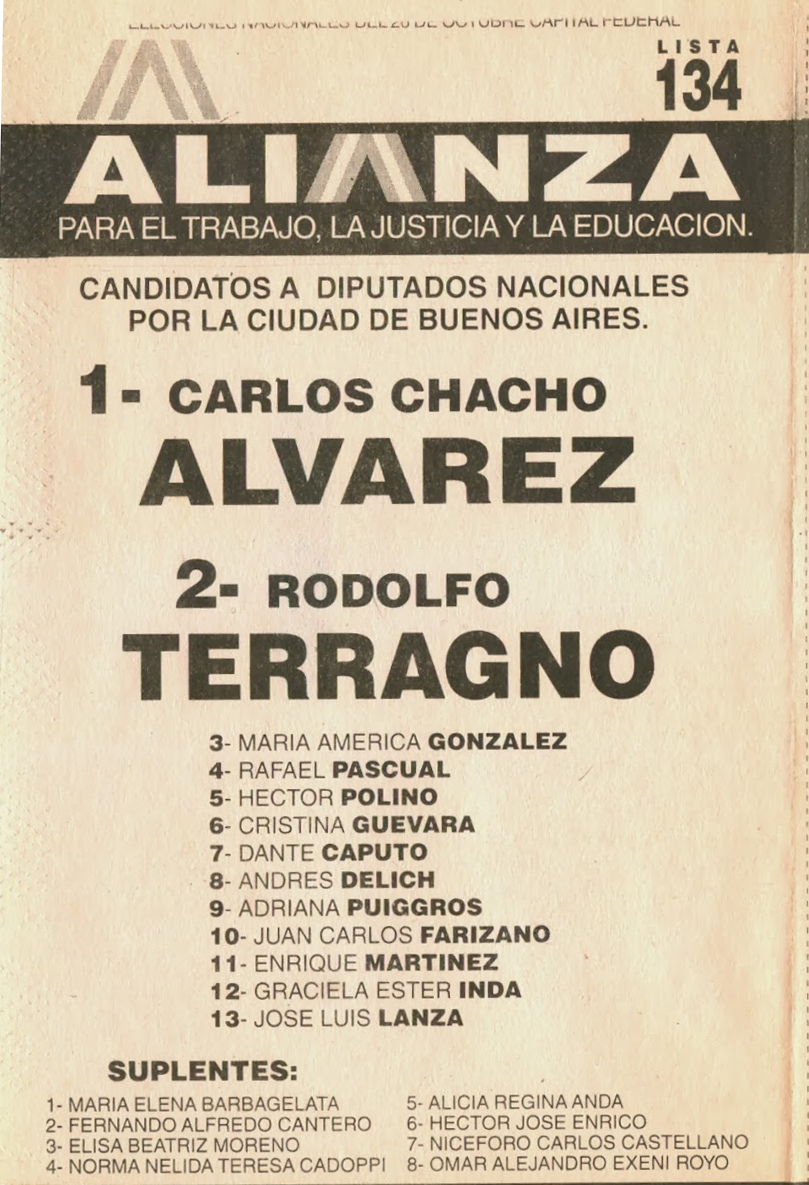
Alianza para el Trabajo, la Justicia y la Educación
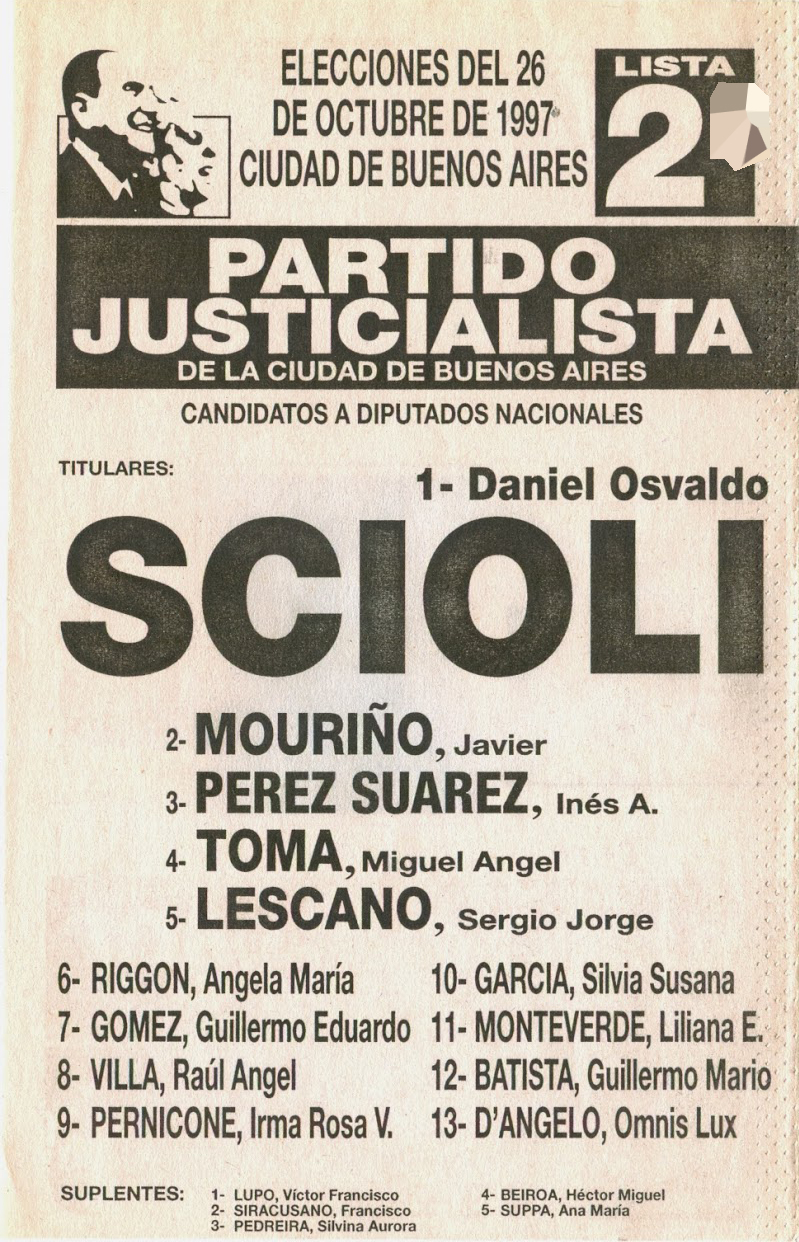
Partido Justicialista
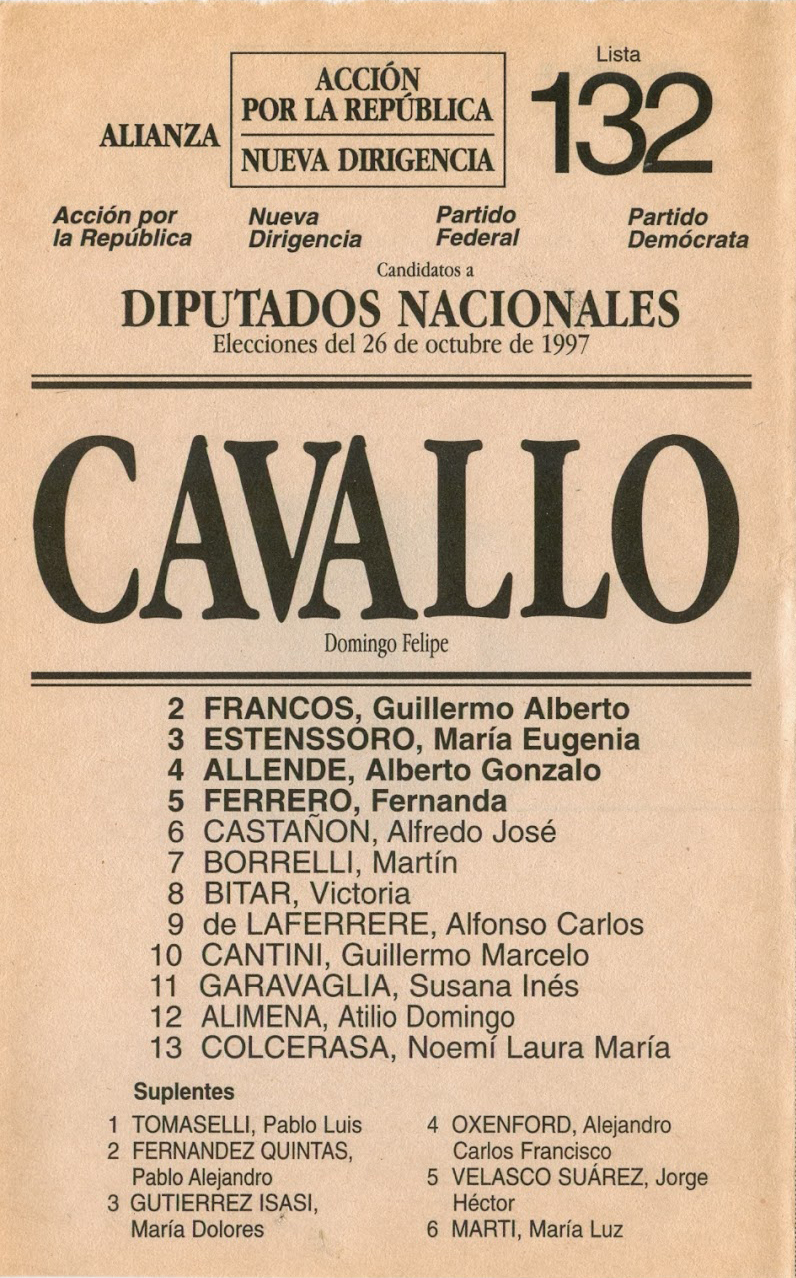
Acción por la República - Nueva Dirigencia
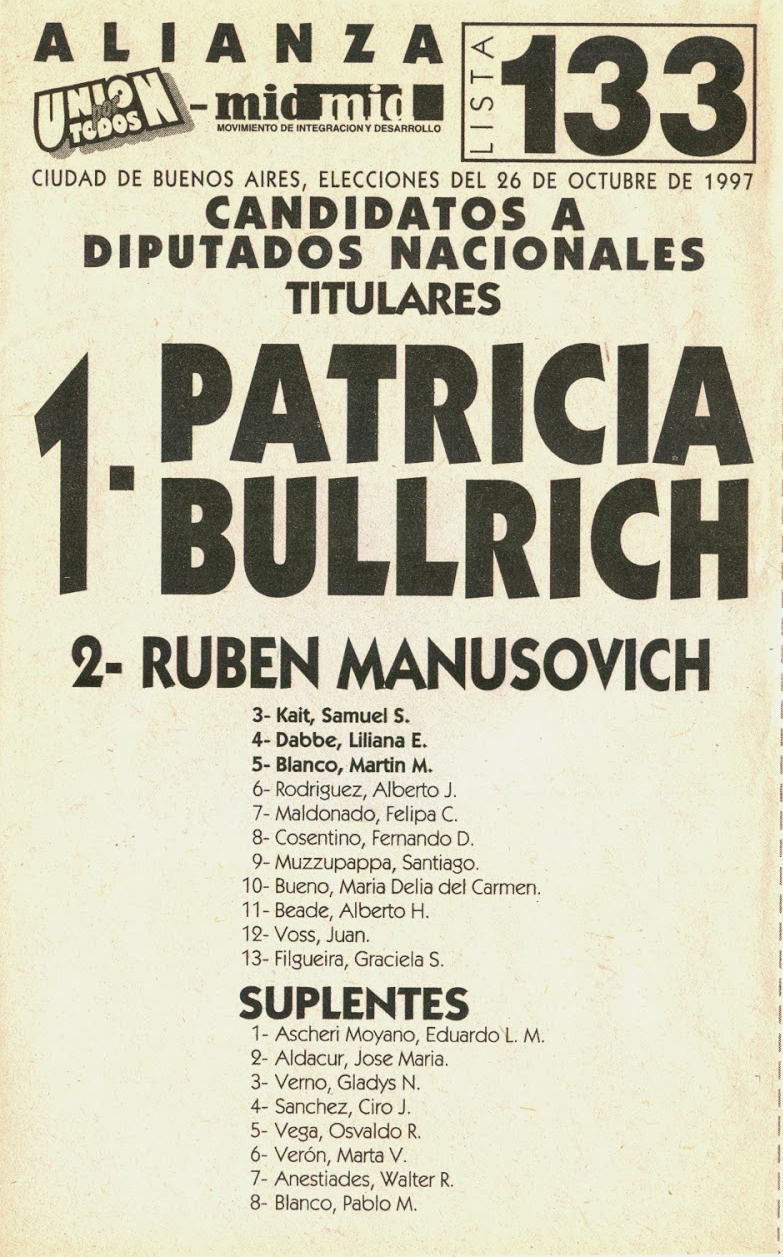
Unión por Todos - Movimiento de Integración y Desarrollo
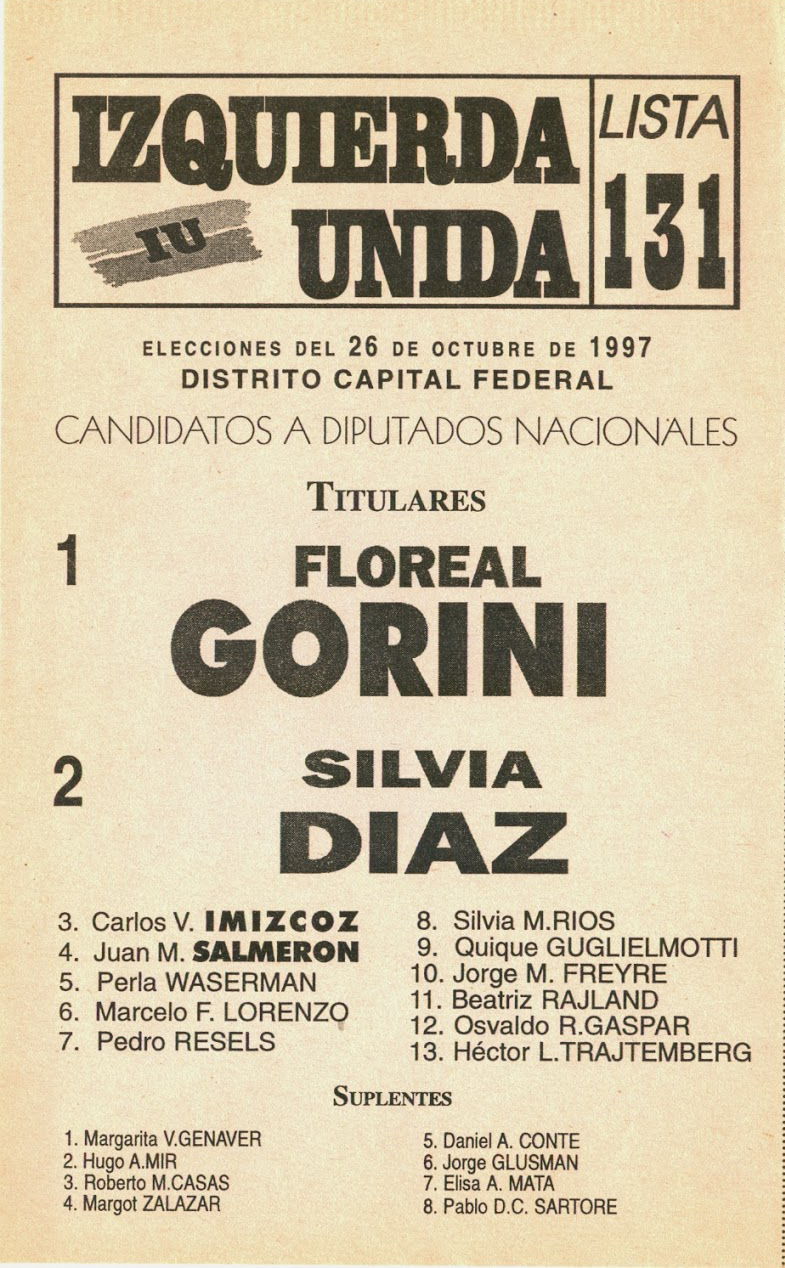
Izquierda Unida
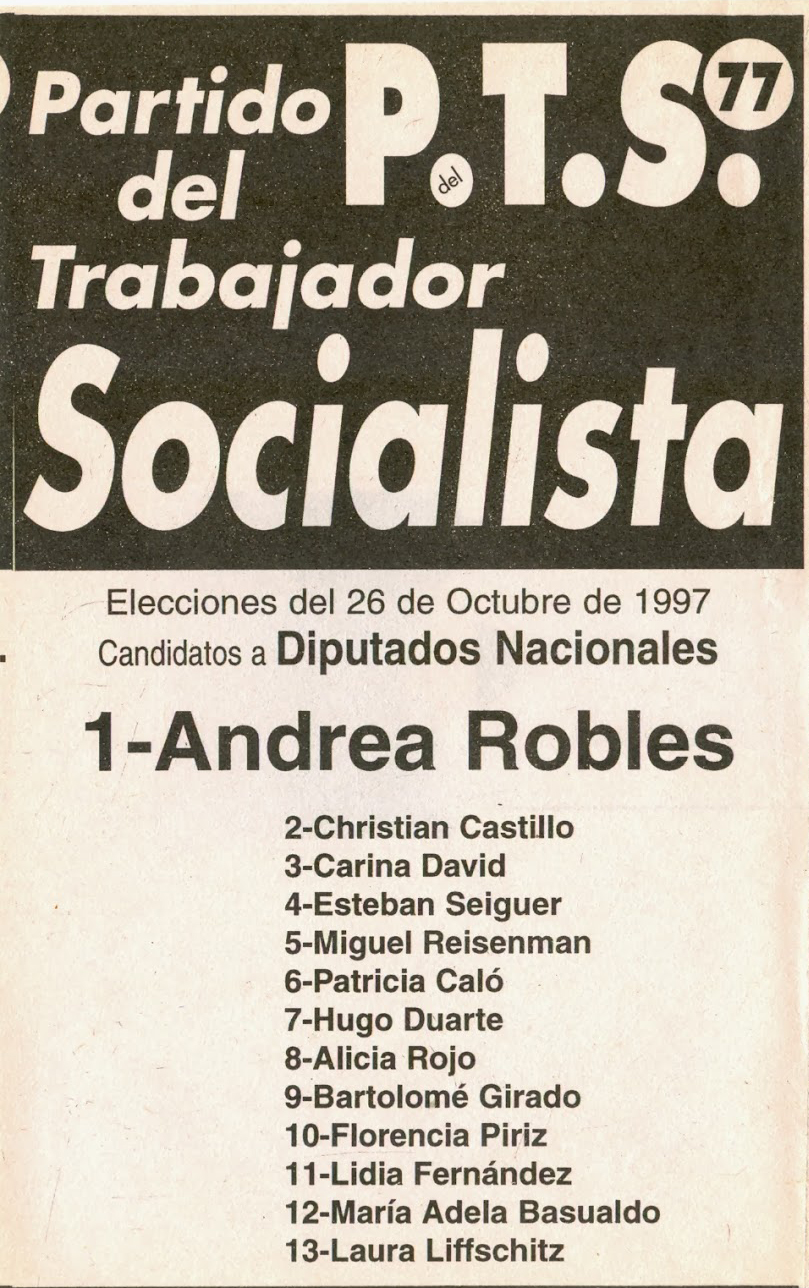
Partido del Trabajador Socialista
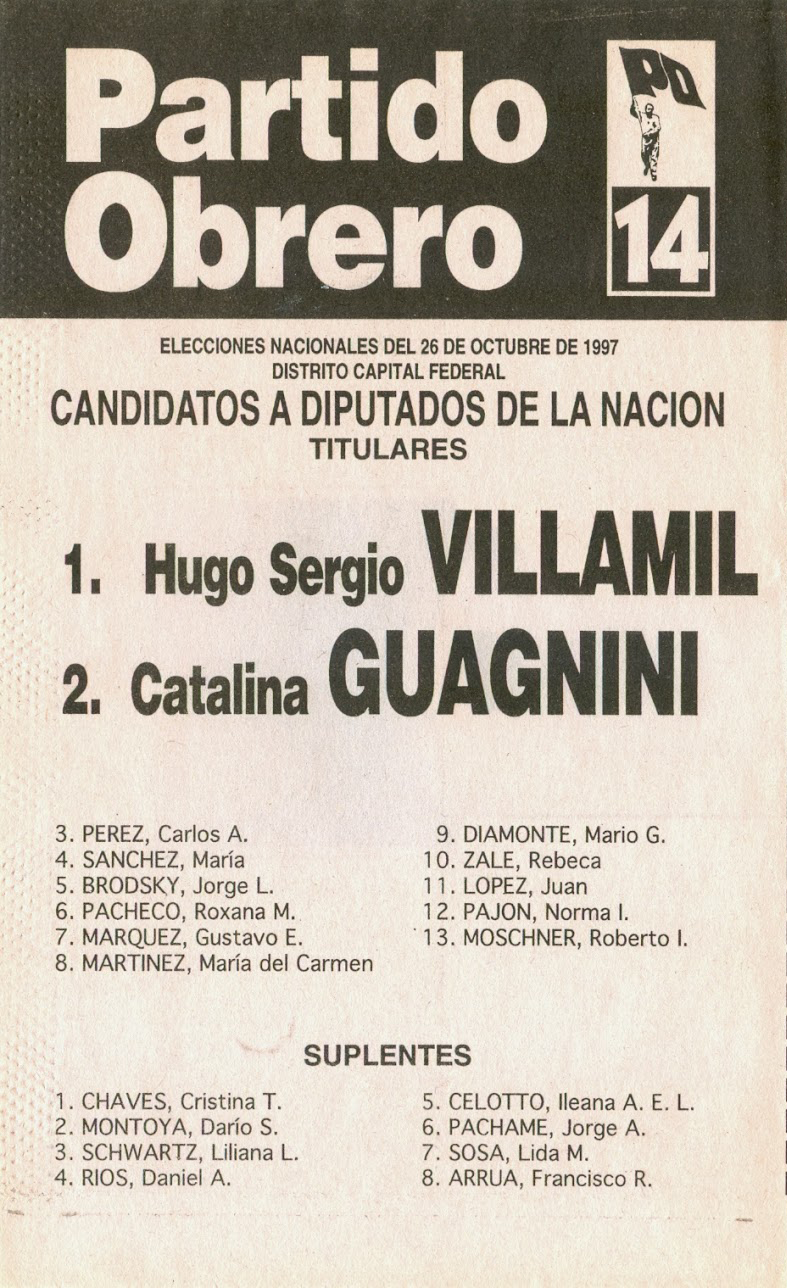
Partido Obrero
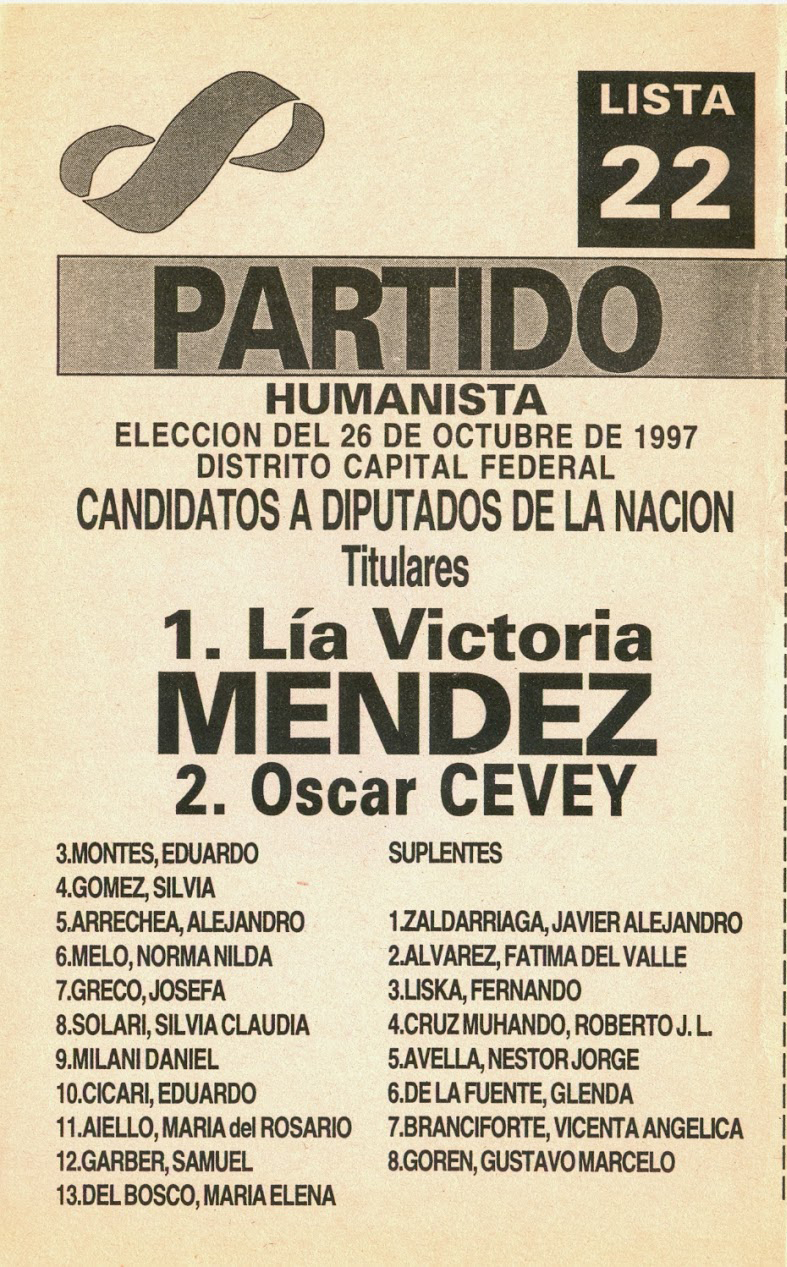
Partido Humanista
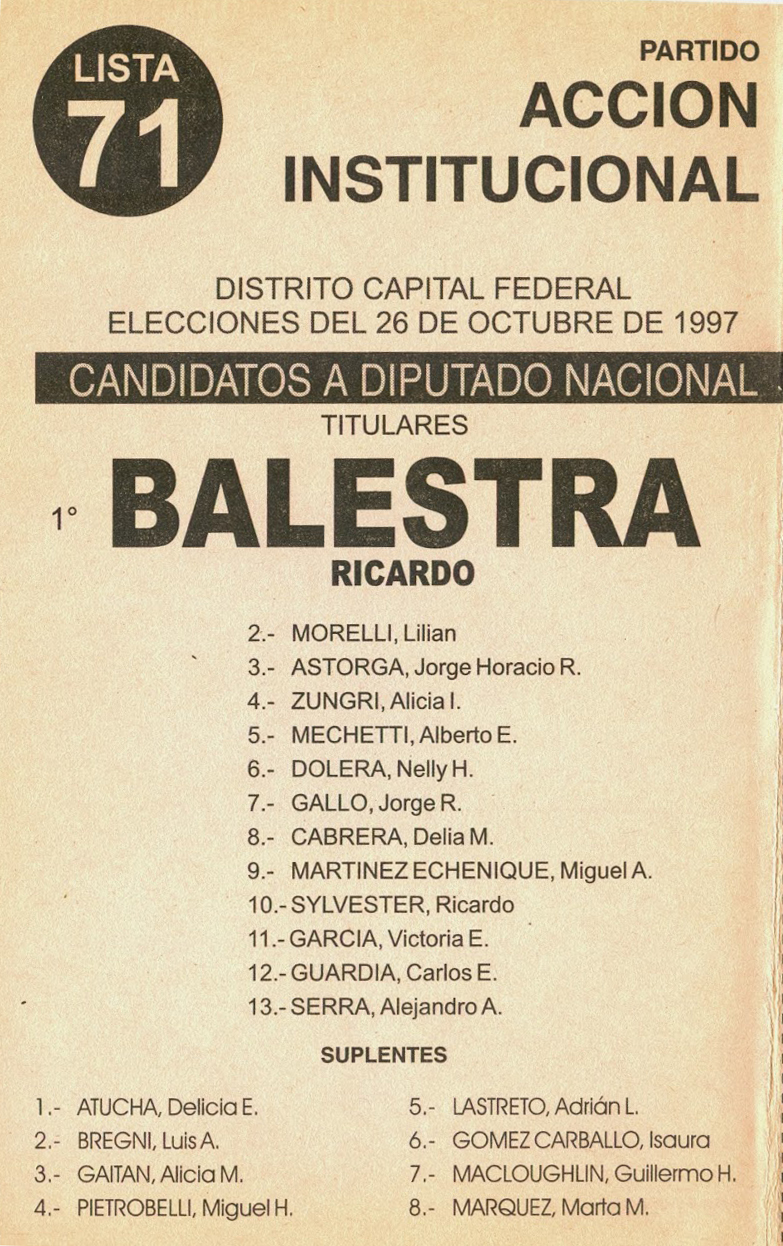
Acción Institucional
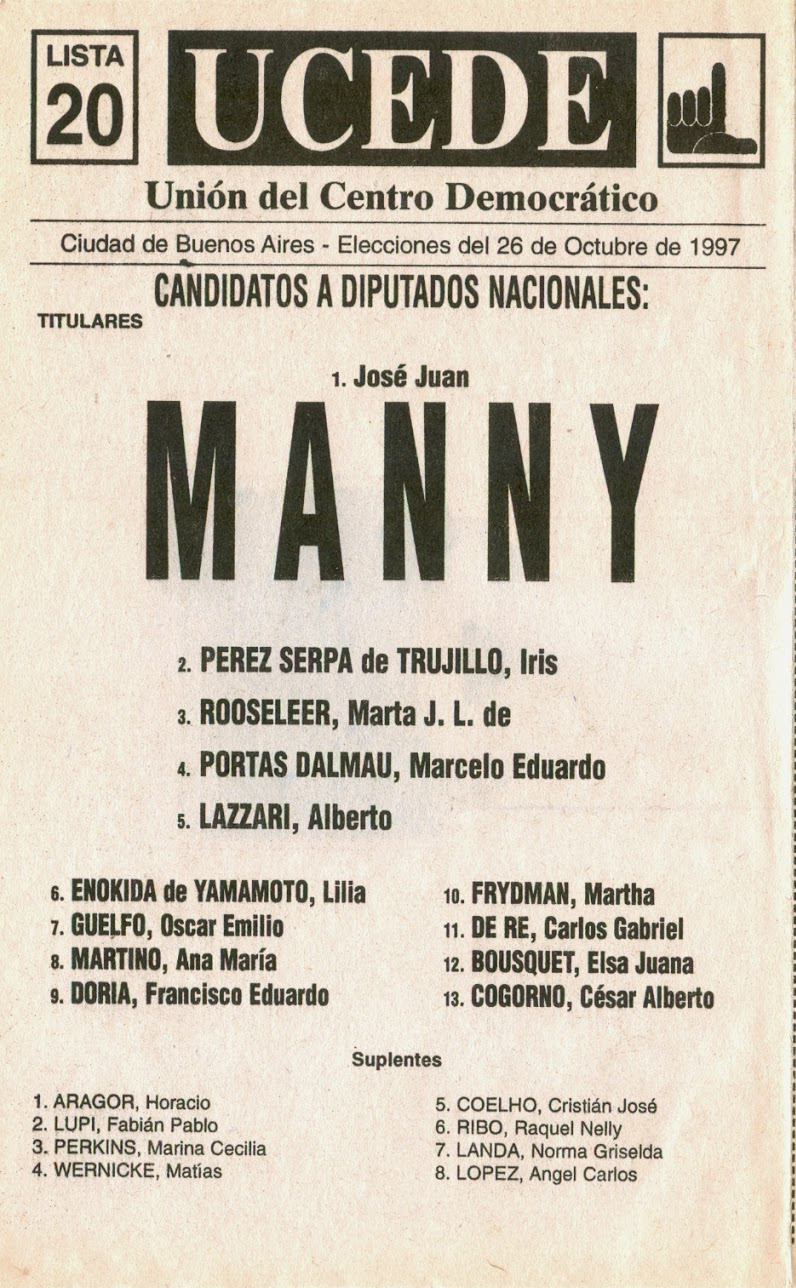
Unión del Centro Democrático
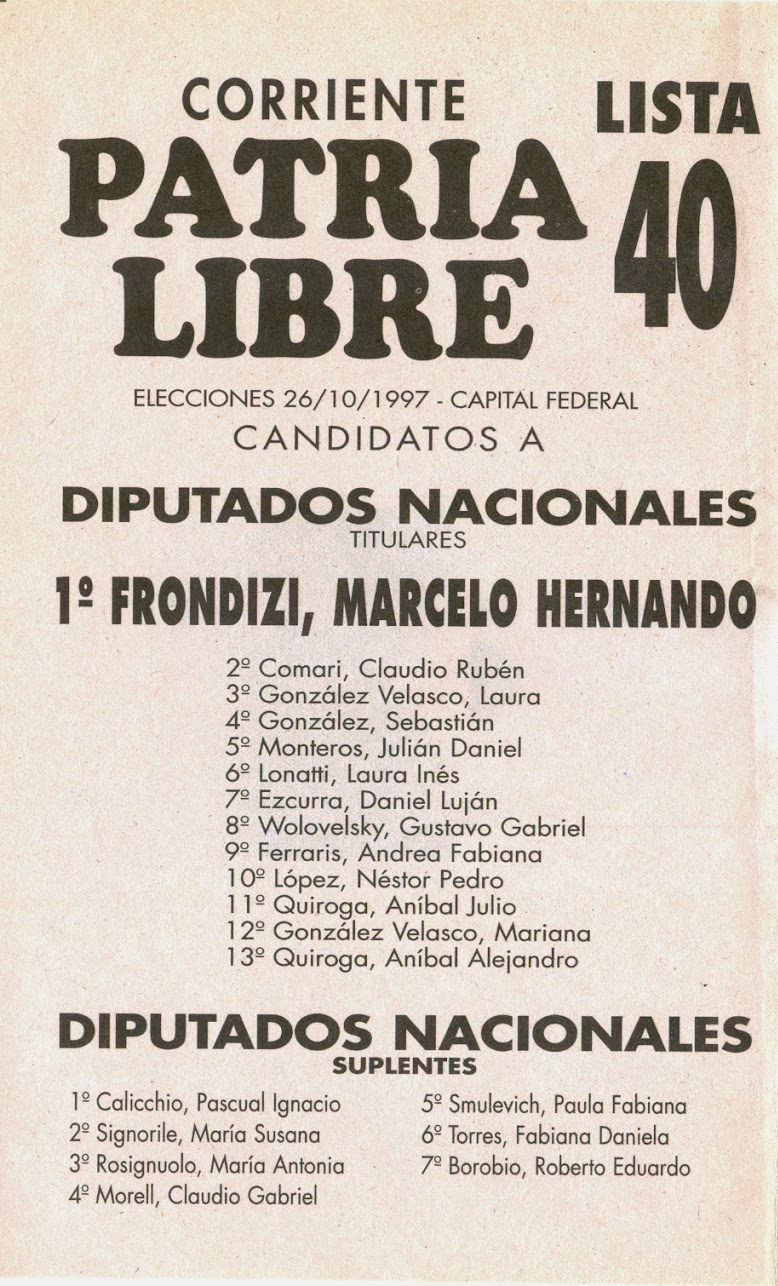
Corriente Patria Libre
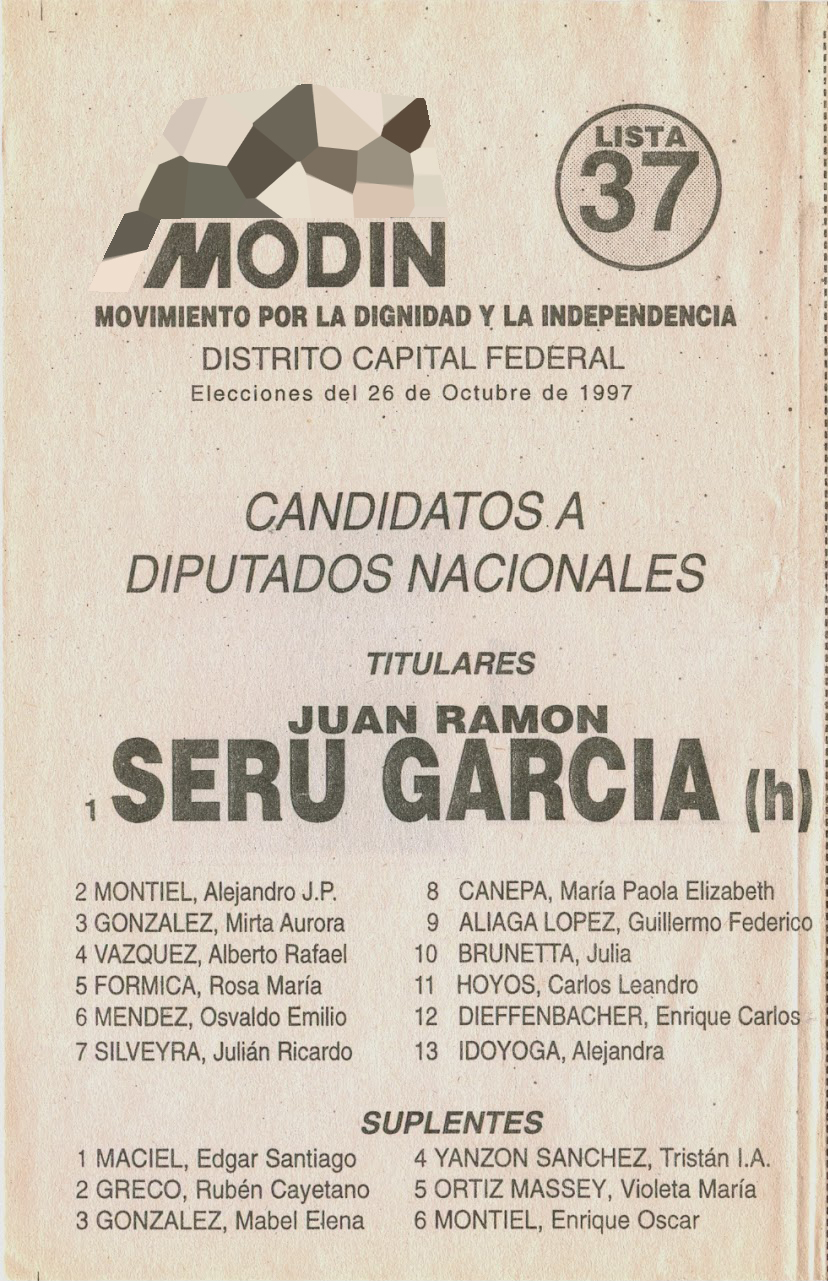
Movimiento por la Dignidad y la Independencia
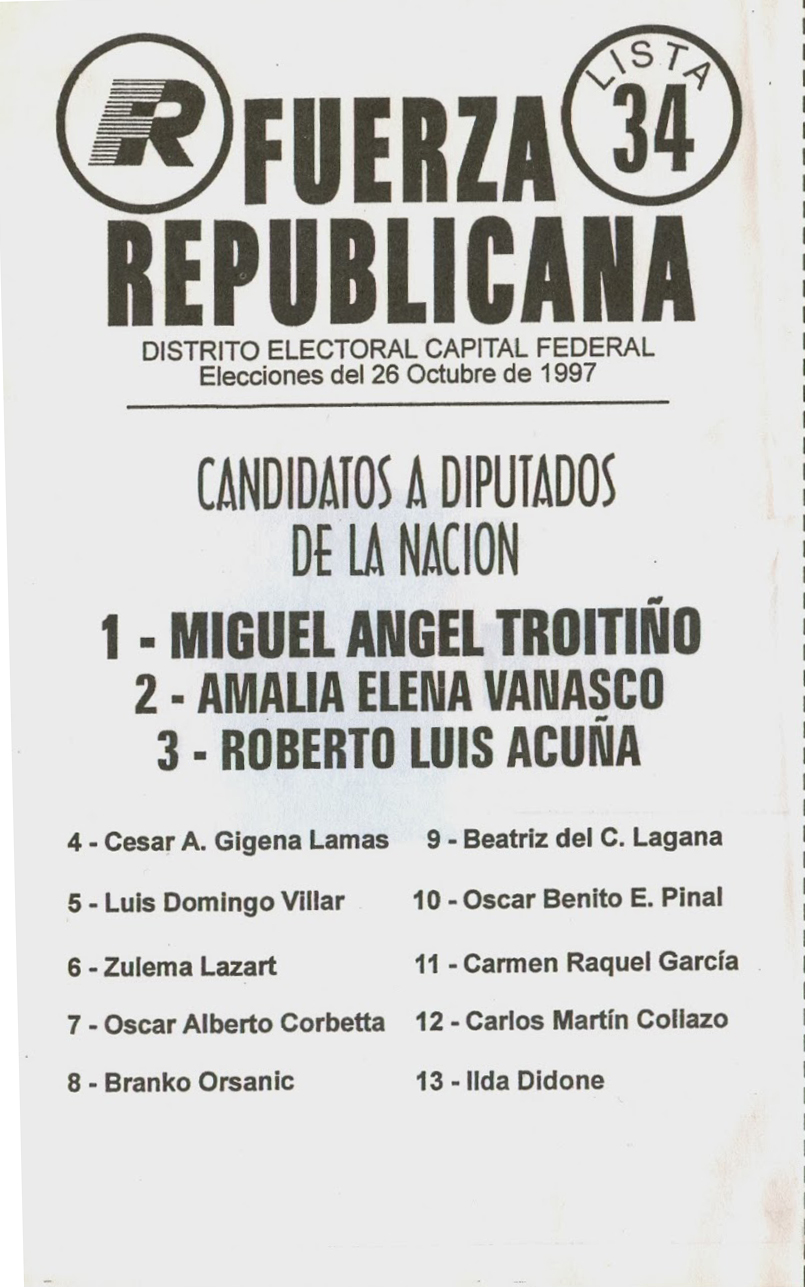
Fuerza Republicana
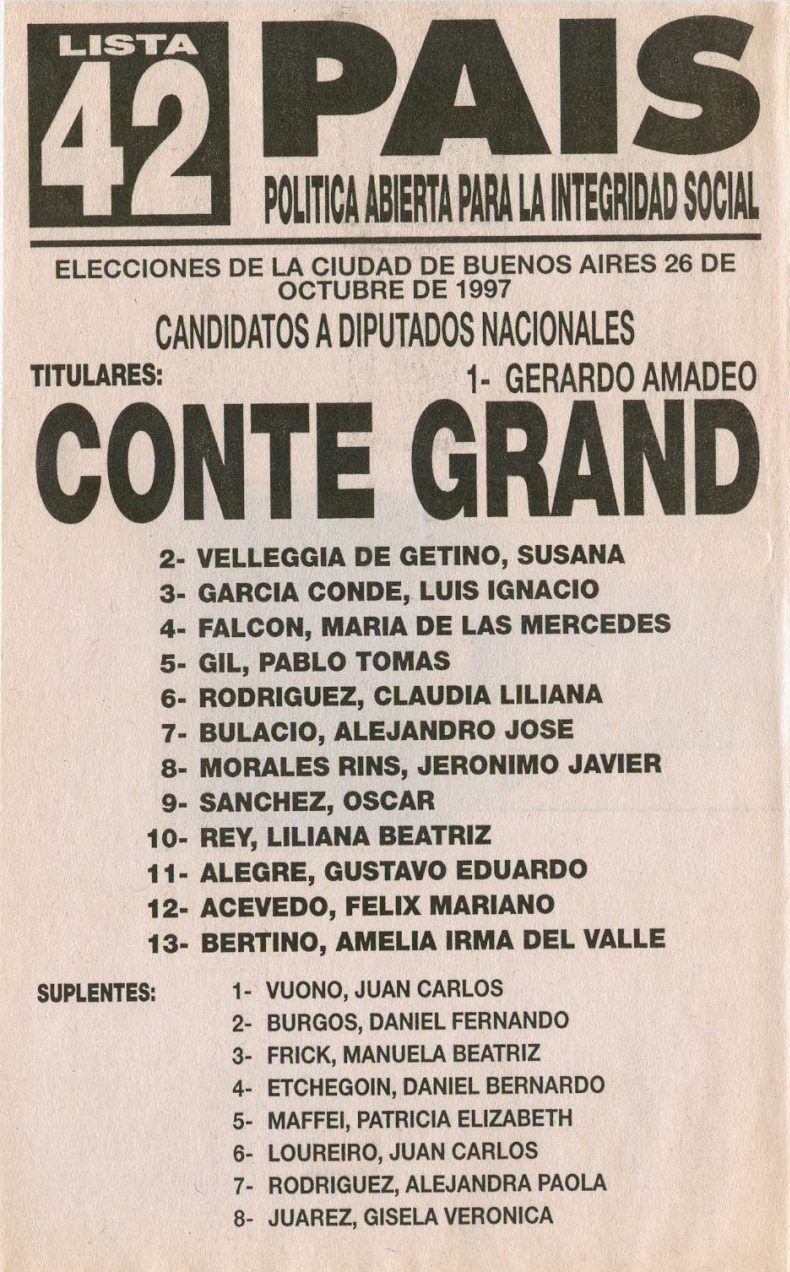
Política Abierta para la Integridad Social
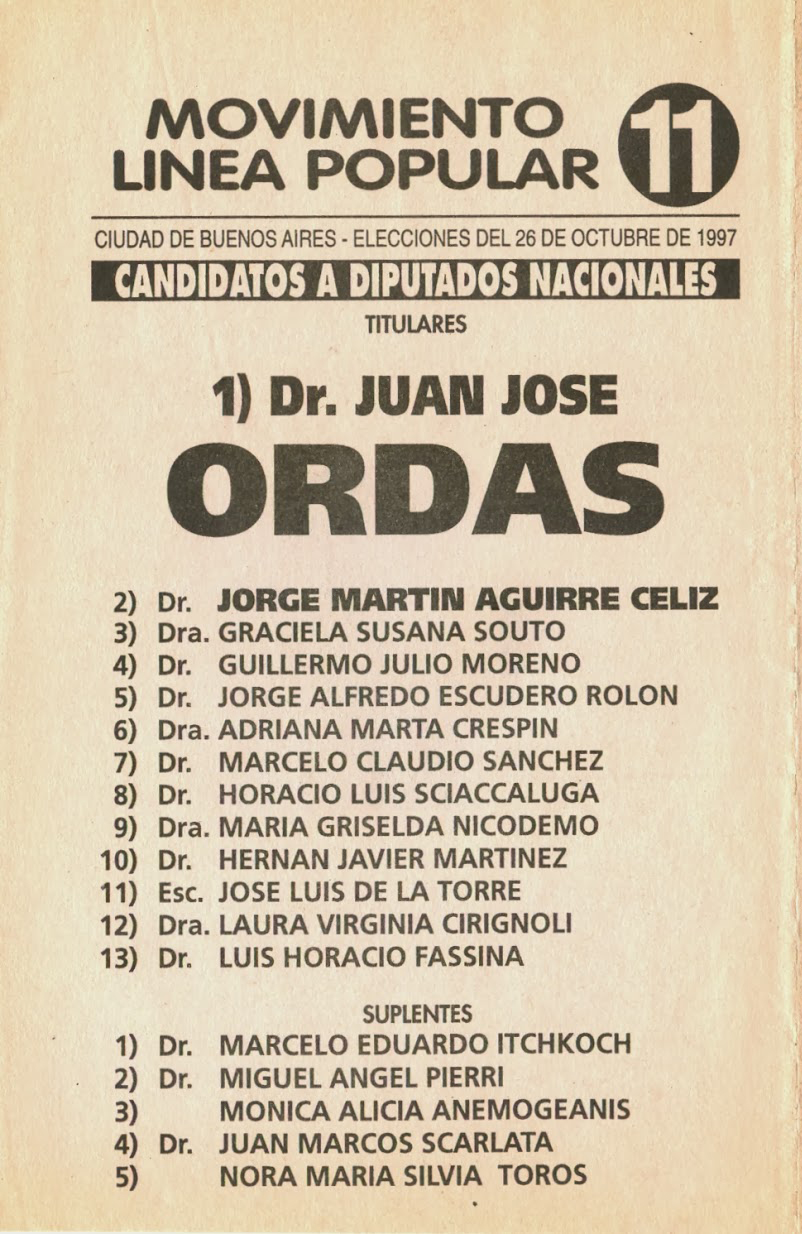
Movimiento Línea Popular